# قلم‌نی

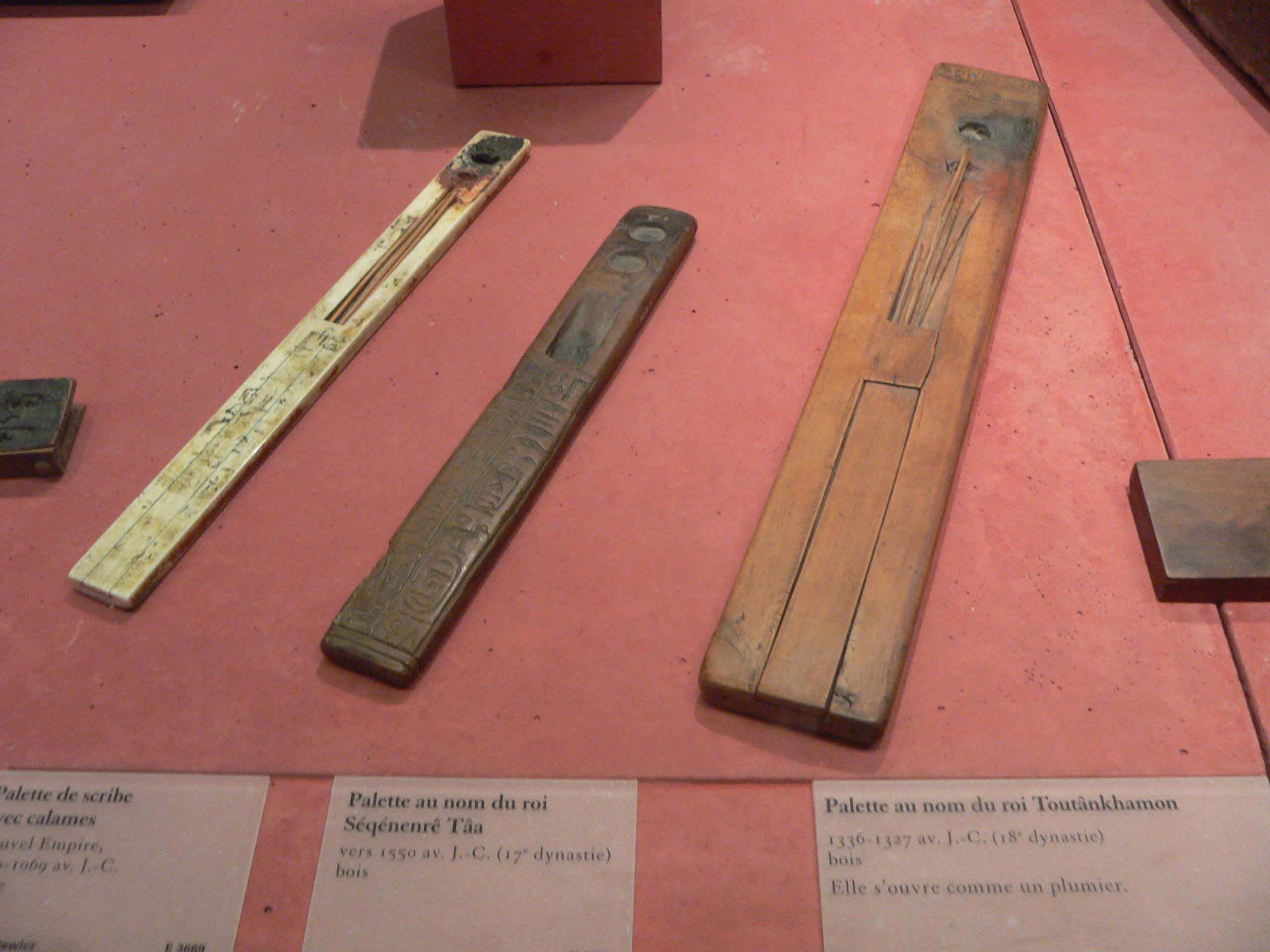
قلم نی از مصر باستان با داخل استخوانی و پایه چوبی، موزه لوور

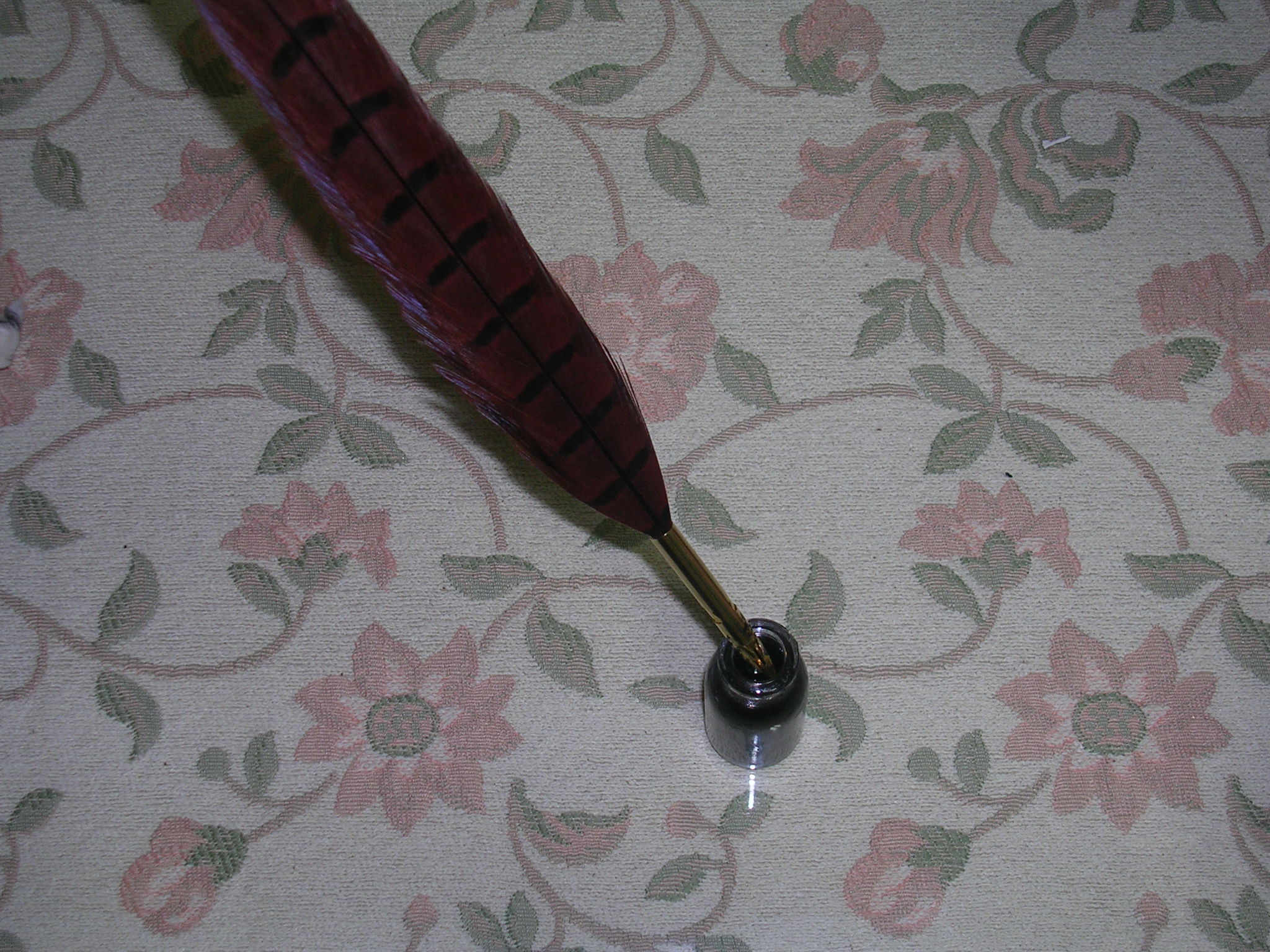
قلم پر که در غرب جای قلم نی را گرفت

قلم نی نوعی ابزار برای نوشتن است که از برش و شکل‌دادن به یک نی یا بامبو به‌دست می‌آید. قلم نی به عنوان ابزار نوشتن از مصر باستان مربوط به قرن ۴ پیش از میلاد پیدا شده‌است. قلم نی برای نوشتن بر روی پاپیروس استفاده می‌شد و شایع‌ترین ابزار نوشتن در دوران باستان بوده‌است.
قلم نی از قلم پر سخت‌تر است و تراش نوک آن دشوارتر هرچند از آن برای مدت طولانی‌تری می‌توان استفاده کرد. این سبب شد که در غرب به جای آن از قلم پر استفاده کنند. با این وجود قلم نی می‌تواند اثری پررنگ‌تر و قوی‌تر باقی بگذارد و از این رو ابزاری مهم در خوشنویسی است.
قلم‌نی به‌ویژه در خوشنویسی اسلامی و ایرانی از اهمیت ویژه‌ای برخوردار است. 
قلم‌نی شوشتری از دیرباز به عنوان قلم مرغوب در ایران و کشورهای اطراف شهرت داشته و ‌از ایران تا هند و عثمانی نیز صادر می‌شده است. 
انوری در دیوان خود در مورد قلم‌نی شوشتری چنین سروده است:
انوری:
| مرکب آید از تبریز توقیع منیرت را |

| قلم آید از شوشتر، قلمدان ز اصفهان بادت |

قاآنی در قصیده ۲۰ و قطعه ۱۷ اشعارش چنین می‌سُراید:
قاآنی:
| به دستم شد آن شوشتر خامه (قلم) جنبان |

| چو در دست بربط نوازان مضارب |

| فصّاد نیستم ولی ای شُشتری قلم |

| در سفک خون خصم تو ماند به نشترم |

امروزه نوع مرغوب قلم‌نی، قلم شوشتری و قلم دزفولی دانسته می‌شود که برای قلم‌های ریز و متوسط بکار می‌روند و همچنین نی خیزران که برای درشت‌نویسی استفاده می‌شود.

## ویژگی‌ها

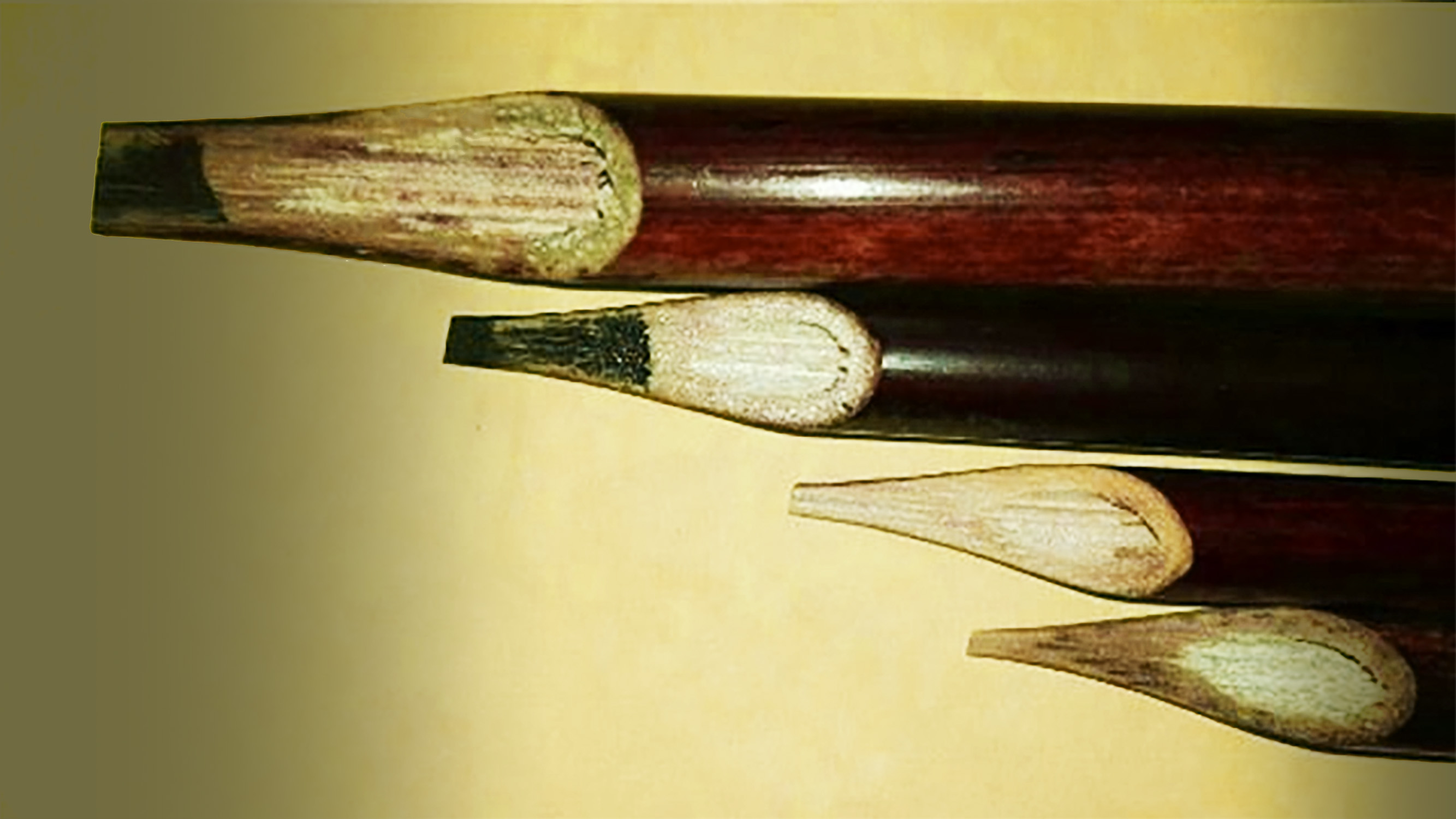
قلم‌های نی

یک قلم نی مرغوب بهتر است سرخ مایل به قهوه‌ای سوخته، فاقد گره و پیچ و کاملاً راست و استوانه‌ای (با مقطع دایره‌ای شکل) باشد و ضخامت آن با دست تناسب و هماهنگی داشته باشد. همچنین گوشت داخل قلم سفید رنگ و تا اندازه‌ای سخت و محکم باشد. قلم خوب را بیش از اندازه کوتاه یا بلند و سبک، سست یا سیاه انتخاب نمی‌کنند و قطر سر و ته آن نباید زیاد اختلاف داشته باشد.
یک قلم مناسب هنگام تراشیده شدن زیاد سفت یا زیاد سست نیست و تراشه‌های آن به اطراف پرتاب نمی‌شود و همراه قلمتراش حرکت می‌کند. تراشیدن قلم‌نی تخصص و روش خاص دارد. معمولاً پس از کتابت‌های مکرّر نوک قلم‌ها کند شده و کیفیت اولیه خود را از دست می‌دهند از این رو باید به‌طور مرتّب نوک قلم‌ها را تراشیده و قط زد.